# Enllaç C-V
La química d'organovanadi és la química de compostos organometàl·lics que contenen un enllaç químic carboni-vanadi (enllaç C-V). Els compostos d'organovanadi només troben un ús menor com a reactius en la síntesi orgànica, però són significatius per a la química dels polímers com a catalitzadors.
Els estats d'oxidació del vanadi són +2, +3, +4 i +5. El vanadi de baixa valència sol estabilitzar-se amb lligands de carbonil. Els derivats de l'oxo són relativament freqüents, a diferència dels complexos orgànics dels elements veïns.

## Classes compostes

### Carbonils
El carbonil de vanadi es pot preparar mitjançant carbonilació reductiva de sals de vanadi:
4 Na + VCl₃ + 6 CO → Na[V(CO)₆] + 3 NaCl
La sal es pot oxidar al 17è carbonil V(CO)₆.

### Derivats ciclopentadienils
El diclorur de vanadocè, el primer complex de organovanadi que es coneix, està preparat a partir del ciclopentadienil sòdic i del tetraclorur de vanadi:
2 NaC₅H₅ + VCl₄ → VCp₂Cl₂ + 2NaCl
La reducció d'aquest compost dona el vanadocè pare (Cp)₂V:
VCp₂Cl₂ + LiAlH₄ → V(Cp)₂

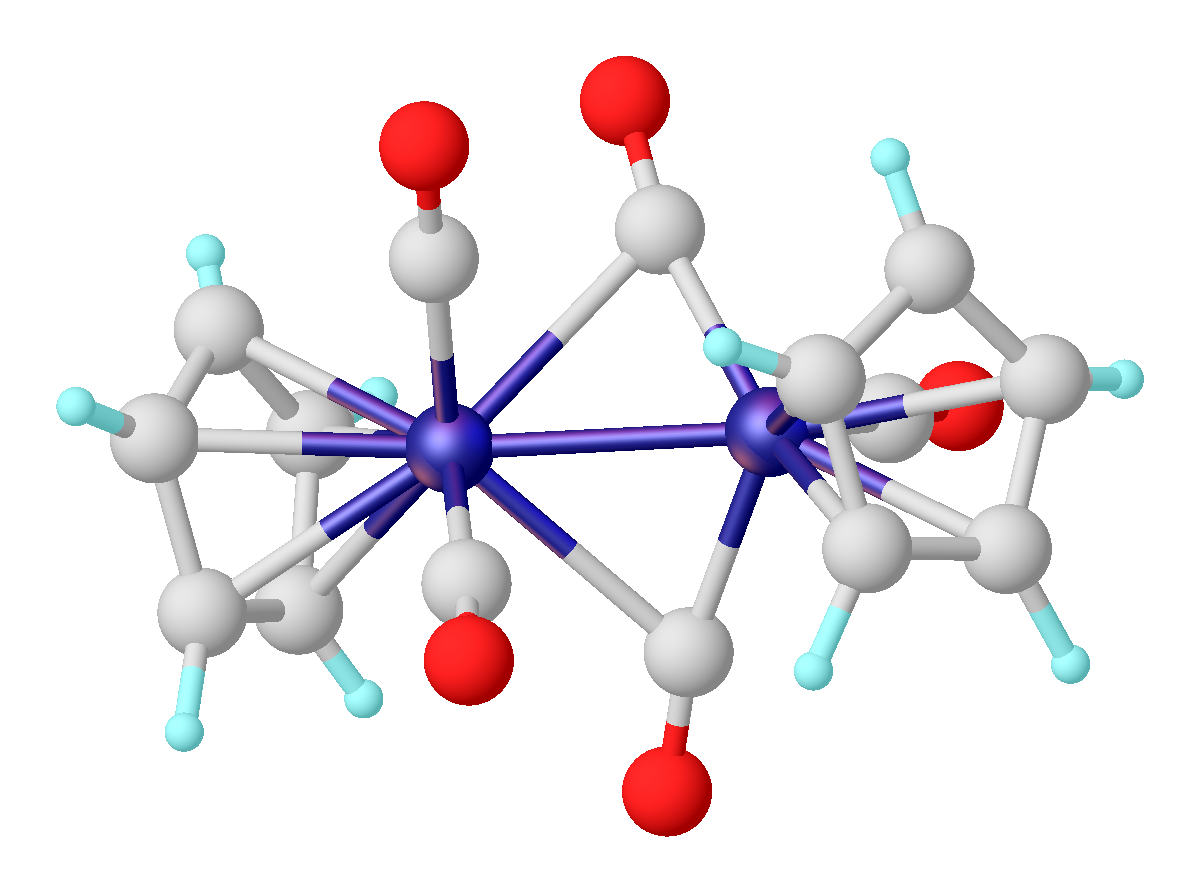
Cp₂V₂(CO)₅ amb un parell de lligands de CO semipont.

El vanadocè és el metal·locè de metall de transició més lleuger que es pot aïllar a temperatura ambient. Es coneix el complex indenil corresponent.
Els clorurs de ciclopentadienil vanadi inclouen CpVCl₃ i el diamagnètic CpVOCl₂.
Els carbonils de ciclopentadienil vanadi inclouen CpV(CO)₄ i Cp₂V₂(CO)₅.

### Complexos arens
El vanadi forma una varietat de complexos arens, per exemple, amb benzè:
VCl₄ + AlCl₃ + C₆H₆ → [V(η⁶C₆H₆)2][AlH₄]
[V(η⁶C₆H₆)2][AlH₄] + H₂O → V(η⁶C₆H₆)₂

### Derivats alquil i aril
Existeixen un grapat de complexos alquil i aril, per exemple amb grups mesitilè:
VCl₃(THF)₃ + (mes)MgBr → V(mes)₃(THF)
V(mes)₃(THF) + LiMes → Li[V(mes)₄]
Li[V(mes)₄] + air → V(mes)₄(THF)
L'oxitriclorur de vanadi és un material inicial per a compostos de vanadi:
VOCl₃ + Li(mes) → Li[VO(mes)₃]
Li[VO(mes)₃] + cloranil → VO(mes)₃
VOCl₃ + ZnPh₂ → VOPhCl₂

## Catalitzadors i reactius
Els compostos ben definits de vanadi no apareixen com a catalitzadors en cap procés comercial. No obstant això, les espècies d'organovanadi estan clarament implicades com a catalitzadors per a la producció de gomes basades en butadiè. Aquests catalitzadors es generen in situ tractant complexos de coordinació solubles com l'acetilacetonat de vanadi (III) amb activadors d'organoalumini.